# أوليغ سينتسوف
أوليغ سينتسوف (بالأوكرانية: Олег Геннадiйович Сенцов) (ولد بـ سيمفروبول، في 13 يوليو 1976)، هو مخرج أوكراني، واعتقل مخرج الأفلام الوثائقية والمعارض بشدة للكرملين عام 2014 من قبل جهاز الأمن الفيدرالي الروسي، وصدر بحقه سنة 2015 حكم بالسجن 20 عاما بعد إدانته بـ«الإرهاب».
ويعد المخرج رمزا لحركات الاحتجاج التي أسقطت الرئيس الأوكراني السابق فيكتور يانوكوفيتش الذي كان مدعوما من موسكو.
وفي 25 أكتوبر 2018 فاز بجائزة سخاروف لحرية الفكر لسنة 2018.

## وصلات خارجية
- أوليغ سينتسوف على موقع IMDb (الإنجليزية)
- أوليغ سينتسوف على موقع مونزينجر (الألمانية)
- أوليغ سينتسوف على موقع قاعدة بيانات الفيلم (الإنجليزية)
- أوليغ سينتسوف على موقع كينوبويسك (الروسية)
- قلق دولي حول وضع أوليغ سينتسوف
- جائزة ساخاروف تمنح للمخرج الأوكراني المسجون في روسيا أوليغ سينتسوف